# عشرت العباد خان
عشرت العباد خان (بالإنجليزية: Ishratul Ibad)‏ (2 مارس 1963 في كراتشي - ) سياسي من باكستان. ينتمي إلى الحركة القومية المتحدة. تولى منصب حاكم إقليم السند.